# Veronika Major
Veronika Major (* 19. März 1997 in Keszthely) ist eine ungarische Sportschützin.

## Erfolge
Veronika Major begann 2009 mit dem Sportschießen und trat ab 2010 in Wettkämpfen an. Zunächst war sie in der Disziplin Laufende Scheibe aktiv und wurde bei den Juniorinnen im Einzel und im Mixed insgesamt dreimal Weltmeisterin und siebenmal Europameisterin. Darüber hinaus gewann sie auch einen EM-Titel mit der Luftpistole. Bei den Erwachsenen belegte sie 2019 bei den Europameisterschaften in Osijek im Einzel mit der Luftpistole den dritten und mit der Standardpistole den zweiten Platz. Mit der Mannschaft wurde sie mit der Sportpistole außerdem Dritte. Die Europaspiele 2019 in Minsk schloss sie mit der Luftpistole auf Rang 23 und mit der Sportpistole auf Rang neun ab. Zwei Jahre darauf wurde sie ebenfalls in Osijek bei den Europameisterschaften mit der Luftpistolen-Mannschaft Dritte. Bei den 2021 ausgetragenen Olympischen Spielen 2020 in Tokio trat sie in zwei Disziplinen an. Mit der Luftpistole erreichte sie den 34. Rang, mit der Sportpistole belegte sie Rang 35.
Bei den Europameisterschaften 2023 in Tallinn sicherte sich Major in der Mannschaftskonkurrenz mit der Luftpistole eine weitere Bronzemedaille. In dieser Disziplin wurde sie 2023 außerdem in Baku auch Vizeweltmeisterin. Bei den Europaspielen in Krakau, deren Schießwettbewerbe in Breslau stattfanden, ging Major in fünf Disziplinen an den Start. Ihre beste Platzierung war ein vierter Platz mit der Sportpistolen-Mannschaft. Mit der Luftpistolen-Mannschaft wurde sie ein Jahr darauf bei den Europameisterschaften in Győr erstmals Europameisterin.
Bei den Olympischen Spielen 2024 in Paris belegte sie mit der Sportpistole in der Qualifikation mit einem olympischen Rekord von 592 Punkten den ersten Platz und zog ins Finale der acht besten Schützinnen ein. Nach neun Schussfolgen hatte sie 31 Treffer erzielt und schied damit als Drittplatzierte aus. Sie gewann hinter der siegreichen Südkoreanerin Yang Ji-in sowie Camille Jedrzejewski aus Frankreich die Bronzemedaille. Mit der Luftpistole wurde Major in der Qualifikation ebenfalls Erste, schied im anschließenden Finale jedoch als erste aus und schloss den Wettkampf auf Platz acht ab.